# 宇沙木ゆき
宇沙木 ゆき（うさき ゆき、1987年1月17日 - ）は、日本のタレント、女優、元グラビアアイドル。
埼玉県出身。元パイク・プランニング所属。現在はフリーランス。旧芸名は鈴木 ゆき、鈴木 祐紀。

## 略歴・人物
高校生の時に、鈴木祐紀名義でデビュー。その後、鈴木ゆきと改名する。
2012年1月から2013年3月まで ちまみれ☆ロマンティックのメンバーとして活動。
2013年5月、楽遊アイドル編集部FINDSに加入。
2014年12月22日、楽遊アイドル編集部FINDSを卒業。卒業後は、自身がボーカルを務めるバンドユニット、SnowRabbit featuring 鈴木ゆきを結成し歌手活動を継続。2015年2月27日に初ライブを行い、6枚のシングルをリリースしている。
2016年1月17日のブログで、同月末を以ってパイク・プランニングを退所し、芸能活動を無期限休止することを発表した。
2017年1月15日の1年ぶりの撮影会、2月19日の河合風花との合同撮影会などで芸能活動を再開。2017年7月2日にはSnowRabbit featuring 鈴木ゆきとしても1年半ぶりとなるバンドライブを行った。
2018年6月、男の青汁5代目イメージガールに選ばれる。
2018年11月 「東京PRメイト」（PRアイドル＝通称ピアドル）の第1号となる。広告代理店リバーストン社のサービス「お手軽記者会見」（企業の商品やサービスをPRする記者会見を企画・運営する）、「突撃キャラバン」（クライアントに代わってマスコミ各社の編集部に直接出向いて、商品のPRを行う）等のサービスをサポートする。
2019年3月20日に開催された「若木萌生誕祭2019」に出演し、若木萌と2人で音楽ユニットを新結成することを発表。4-6月にクラウドファンディングを行った後、8月25日にユニット名「M.Y.bnp（マイビーエヌピー）」を発表
。デビューライブは12月28日を予定。
2019年8月25日 芸名を宇沙木ゆき（うさき ゆき）に変更したことを発表。
2022年1月1日、自身のTwitterで結婚したことを報告した。
2023年4月18日、新宿HEISTで開催された宇沙木ゆき卒業公演「幻世」をもって絶世のインペリアルコレクションを卒業。
4歳の時からクラシックバレエをから習っていて、身体の柔軟性が高い。
幼稚園教諭二種免許、保育士の資格を持っている。

## 作品

### シングル（ソロ名義作のみ）
SnowRabbit feat. 鈴木ゆき
| # | タイトル            | 発売日         | レーベル（発売元）   | 規格品番 | 収録曲                                                       | クレジット                                                |
| 1 | ミチナキミチユキ    | 2015年2月27日  | パイク・プランニング | --       | 1. ミチナキミチユキ 2. ミチナキミチユキ (instrumental)       | 大嶋尚之（曲・編）/ まい（詞）                            |
| 2 | Rock me, Rock you!  | 2015年2月27日  | パイク・プランニング | --       | 1. Rock me, Rock you! 2. Rock me, Rock you! (instrumental)   | 大嶋尚之（曲・編） / 鈴木ゆき（詞）<英詞監修：田中万里子> |
| 3 | あざやかな世界      | 2015年8月7日   | パイク・プランニング | --       | 1. あざやかな世界 2. あざやかな世界 (instrumental)           | CHEEBOW（曲・編） / まい（詞）                            |
| 4 | In the Name of Love | 2015年8月7日   | パイク・プランニング | --       | 1. In the Name of Love 2. In the Name of Love (instrumental) | 大嶋尚之（曲・詞・編）                                    |
| 5 | 連星 （つらぼし）   | 2015年11月23日 | パイク・プランニング | --       | 1. 連星 （つらぼし） 2. 連星 （つらぼし） (instrumental)     | 大嶋尚之（曲・詞）                                        |
| 6 | Black Moon          | 2015年11月23日 | パイク・プランニング | --       | 1. Black Moon 2. Black Moon (instrumental)                   | 大嶋尚之（曲・詞・編）                                    |

### アルバム
pletrillion（企画ユニット。pletrillion feat. 鈴木ゆきとしてアルバム中1曲でフィーチャー）
| # | タイトル                                   | 発売日        | レーベル（発売元） | 規格品番   | 収録曲            | クレジット             |
| 1 | ジオメトリック・コード Episode1 〜胎動編〜 | 2015年4月26日 | Twelve-Notes       | TNPLE-0003 | 9. 地図にない場所 | 大嶋尚之（曲・詞・編） |

### 映像作品

#### イメージビデオ（単独）
- Smile Panic（2005年1月22日、オマタ）
- 絶対美少女主義 激写Vol.5 絶世美少女（2005年5月20日、日本メディアサプライ）
- 透明少女（2005年8月26日、竹書房）
- ONE（2006年2月24日、マーレ）
- ゆき100%（2006年5月20日、ラインコミュニケーションズ）
- ゆっきぃのいぱぁい。（2006年8月25日、GPミュージアムソフト）
- WAON（2006年12月22日、マーレ）
- 限界（2007年2月23日、フォーサイド・ドット・コム）
- Double Vision 〜ゆきとユキ〜（2007年7月25日、ビーエムドットスリー）
- All About（2008年10月17日、日本メディアサプライ）
- 百年恋慕（2011年11月26日、晋遊舎）
- 百年恋慕2（2012年5月26日、晋遊舎）
- Undo（アンドゥ）（2013年1月31日、アクアハウス）
- サイダー（2013年12月20日、竹書房）
- すずらん（2014年5月20日、ラインコミュニケーションズ）
- シトロン（2014年9月26日、竹書房）
- ギュってして（2015年2月25日、ゲーム）
- 鈴の音－スズノネ（2015年8月20日、ラインコミュニケーションズ）
- 濡尻（2015年11月27日、グラッソ）
- TIME AFTER TIME（2016年3月18日、グレイトワークス）
- TIME AFTER TIME 〜裏バージョン〜（2016年5月27日、グレイトワークス）
- 心恋～うらごい～ （2018年8月24日、イーネット・フロンティア）

#### イメージビデオ（共演）
- 絶対美少女主義 現役高校生ALL STAR 現役高校生シリーズ（2005年7月22日、メディアブランド）
- 激写スペシャル それいけ葉っぱ隊!（2006年7月21日、日本メディアサプライ）
- GO!!GO!!清純スクールファイブ（2006年8月18日、日本メディアサプライ）
- 木嶋のりこ・鈴木ゆき たまゆら（2006年11月24日、フォーサイド・ドット・コム）

### 写真集
- 鈴木ゆき「愛されショートボブ」特別版（2013年8月13日）
- IDOL☆ULTRAMIX（2014年3月4日）
- うるうる微熱少女（2014年9月5日）

## 出演

### 映画
- 三文役者（2000年）12歳の美子 役
- ピョコタン・プロファイル（2008年）
- こたつと、みかんと、殺意と、ニャー。（2013年）

### テレビドラマ
- ああ、ラブホテル 第七夜（2015年2月、WOWOW）

### オリジナルビデオ
- マイティレディ ザ・シリーズ（2012年、ショウゲート）ルナ 役
- ドSお嬢様REIKO（2013年1月18日、メディアージュ）
- 実録!!恐怖の心霊スポット 櫻井りか&鈴木ゆき（2014年3月4日、グラッソ）

### 舞台
- ONE DOZEN WIN（2004年）
- MONSTER100（2005年）
- 101匹萌えタン（2006年）
- ザ・ブートレッグバイキング（2010年）
- 陛下に届け（2011年）
- 笑劇コスメ（2012年）

### CM
- マーベラスAQL、ハイスクールD×D（2013年）

### インターネットテレビ
- 楽遊チャンネル（2013年5月 - 2014年12月）

### インターネットラジオ
- 初原千絵・のりぞーゆっころ THE1000人SHOW（2011年11月10日 - 2012年9月27日、HiBiKi Radio Station）

### ネット配信
- となりのあるある講座（2014年10月 - 2015年1月）
- 渋谷怪談 サッちゃんの都市伝説（2014年）

### モバイルゲーム
- 特命係長・只野仁の「四十八手伝説」（2012年）
- ダメ男のワンチャンス（2012年）